# 马尔杜克·扎基尔·舒米一世
马尔杜克·扎基尔·舒米一世（约公元前854年—约公元前819年在位）（英語：Marduk-zakir-shumi I）巴比伦国王。其弟马尔杜克·贝尔·乌萨特在阿拉米亚人支持下威胁他的王位，亚述国王沙尔马那塞尔三世击败阿拉米亚，平息了叛乱，并向他提出在该城诸神神龛进行祭拜，以感其恩，他还向南进军苏美尔，将另一敌人迦勒底人逐回波斯湾。